# Gustave Peyrot
Gustave Peyrot (14 november 1885 - 1963) was een Zwitsers architect.

## Biografie
Gustave Peyrot was een zoon van Adrien Peyrot, die eveneens architect was. Hij was ook de vader van architect en politicus François Peyrot. Hij was een tijdje actief in Parijs maar keerde in 1912 terug naar Genève, waar hij samenwerkte met zijn vader en zijn schoonvader Albert Bourrit. Van 1944 tot 1946 was hij voorzitter van de Association genevoise d'architectes.
- Base de données des élites suisses: 69196